# 青山玲子
青山 玲子（あおやま れいこ、1987年3月3日 - ）は、日本の元モデル、元女優、元タレントである。北海道出身。プラチナムプロダクションに所属していた。愛称は、れいちゃん。

## 略歴
北海道から高校の卒業旅行で東京を訪れた際、原宿に行って買物をしていたところを「若槻千夏の事務所です」と名刺をわたされ、プラチナムプロダクションにスカウトされた。
2006年、ドラマ『恋する!?キャバ嬢』で女優デビュー。
2007年2月から2008年3月まで、『関口宏の東京フレンドパークII』にアシスタントとしてレギュラー出演。
2009年10月21日、『2010トリンプ・イメージガール』に選出。同年12月、『ZAKZAK』（夕刊フジ、産業経済新聞社）のアイドル企画「ZAK THE QUEEN 2009」でグランプリを受賞。
2010年11月、『predia』（結成当時はpre-dia）として活動を開始。以後は同グループでの活動が主となっていた。
2018年12月、年齢による体力の問題とライターを目指すため、翌年2月に行われるツアーファイナルをもってprediaを卒業することを発表。
2019年2月、predia tour THE ONEのファイナルライブをもってprediaを卒業。同時に事務所のプラチナムプロダクションを退所した。

## 人物
- 3歳上の兄がいる[7]。
- 趣味は読書、映画鑑賞[1]。
- 特技はスキー[1]。

### 交友関係
かつて同じ事務所に所属していた入船加澄実とは非常に仲が良く、お互いを相方と呼び合うほどであった。また上原美優や藤崎まやとはブログに度々登場する程仲が良かった。特に誕生日が2ヶ月違いの上原が2011年5月12日に急逝した際はブログで追悼文を述べている。

## 作品

### シングル
predia
- Dia Love（2011年1月26日、JRRC-1023）- EAN 4562232210603。
- Dream Of Love（2011年7月20日、JRRC-1027/8）- EAN 4562232210627。
- ハニーB（2011年11月23日、JRRC-1032/3）- EAN 4562232210641。
- Hey Now!!（2013年8月27日、PPRC-0002）- EAN 4582417835339。
- Crazy Cat（2013年4月17日、PSMC-0007）- EAN 4582414480037。
- 壊れた愛の果てに（2014年8月6日、CRCP-10315/7）- EAN 4988007260428。
- 美しき孤独たち（2014年12月17日、CRCP-10337/9）- EAN 4988007266277。
- 満たしてアモーレ（2015年8月26日、CRCP-10344/6）- EAN 4988007271462。
- 刹那の夜の中で（2016年1月27日、CRCP-10352/4）- EAN 4988007273114。
- 禁断のマスカレード（2017年1月25日、CRCP-10368/70）- EAN 4988007277907。
- ヌーベルキュイジーヌ（2017年6月21日、CRCP-10373/5）- EAN 4988007279536。
- Ms.Frontier（2017年10月25日、CRCP-10383/5）- EAN 4988007280792。
- カーテンコール（2018年8月22日、CRCP-10410）

### アルバム
predia
- Invitation（2012年3月28日、PSMC-0001/2）- EAN 4522197115450。
- Escort me?（2012年12月12日、PSMC-0005/6）- EAN 4582414480013。
- Best of predia 2010-2013 〜Reception〜（2014年4月9日、PPRC-0008）- EAN 4580448950069。
- 孤高のダリアにくちづけを（2015年2月18日、CRCP-40395/6）- EAN 4988007267939。
- 白夜のヴィオラにいだかれて（2016年6月22日、CRCP-40462/3）- EAN 4988007274623。
- ファビュラス（2018年2月14日、CRCP-40548/9）- EAN 4988007282215

### 映像作品
- predia LIVE DVD SHIBUYA-AX PARTY ON MAY 3, 2013（2013年10月7日、PPRC-0003）- EAN 4580448950014。

## 出演

### バラエティ
- ものすぽると!（2006年4月 - 9月、フジテレビ）
- 関口宏の東京フレンドパークII（2007年2月5日 - 2008年3月、TBS系） - 従業員 役。
- 全力坂（2007年9月24日、テレビ朝日）
- 決戦!落語家サバイバル（2009年5月16日、NHK-BS2） - アシスタント 役。
- 女子待機中（2011年9月1日、テレビ神奈川）
- 情報満喫バラエティ 週末にしたい10のこと!（2012年1月 - 2012年9月28日、日本テレビ）
- オードリーさん、ぜひ会って欲しい人がいるんです!（2012年12月1日、中京テレビ）
- 美しい人に怒られたい（2013年2月13日、テレビ東京）

### テレビドラマ
- 恋する!?キャバ嬢（2006年、テレビ東京系）
- 心霊探偵八雲（2006年、テレビ東京）
- バンビ〜ノ!（2007年、日本テレビ系）
- トリハダ4〜夜ふかしのあなたにゾクッとする話を（2008年、フジテレビ） - 第4話・好奇心が猜疑心を超えた結末。
- ドン★キホーテ（2011年、日本テレビ系） - 第3話・非行少年とお散歩。
- クレオパトラの女（2012年、日本テレビ系） - 第1話。

### 映画
- ヤッターマン（2009年）

### オリジナルビデオ
- むこうぶち8 高レート裏麻雀列伝 邪眼（2010年、GPミュージアムソフト）

### 舞台
- 東京俳優市場〜2007冬の陣（2007年11月29日 - 12月1日、南青山MANDARA）
- 猫目倶楽部（2008年11月27日 - 30日、池袋シアターグリーン）

### CM
- 忍道 戒（スパイク）
- JJ CLUB 100（ネクストジャパン）
- アートネイチャー
- 伊藤ハム
- 日本工学院

### ネット配信
- とりあえず生中(二杯目)（2009年10月9日 - 、ニコニコ生放送） - 金曜パーソナリティ。
- Windows8 アプリジェンヌ

## 書籍

### 雑誌連載
- JJ（光文社）